# Alelimminola dubiosa
Alelimminola dubiosa är en fjärilsart som beskrevs av Embrik Strand 1919. Alelimminola dubiosa ingår i släktet Alelimminola och familjen nattflyn. Inga underarter finns listade i Catalogue of Life.